# Eduardo Floriano de Lemos
Eduardo Floriano de Lemos (Rio de Janeiro, 9 de novembro de 1885 – Rio de Janeiro, 19 de novembro de 1968) foi um médico e jornalistabrasileiro.

## Biografia
Por recomendação medica, lemos foi alfabetizado, com ajuda de parentes e professores particulares, em seu domicílio, já que foi diagnosticado precocemente como portador de um grave problema ocular; apenas na adolescência ele pode frequentar uma escola regular, tendo-se matriculado no educandário de propriedade do professor e engenheiro Alfredo de Paula Freitas, na cidade do Rio de Janeiro.
Em 1904 inicia o curso superior, o qual concluiu com o seu doutorado pela Faculdade de Medicina do Rio de Janeiro em 1908, com a tese “A Simplificação da Terapêutica”. Por esta mesma faculdade lecionou, entre 1908 e 1914. Ele tornou-se especialista em puericultura e ginecologia.
Foi eleito membro da Academia Nacional de Medicina em 1919, sucedendo João Moniz Barreto de Aragão na Cadeira 03, que tem Agostinho José de Sousa Lima como patrono.
Buscou, junto com seus colegas de profissão, normatizar o campo da medicina, de modo a diferenciar do campo farmacêutico. Entre as décadas de 1910 e 1920 viajou pelo interior do país nas décadas de 1910 e 1920, criticando o que denominou como sendo a pratica da medicina por curandeiros e charlatões.
Floriano fazia parte do corpo de redatores do jornal Correio da Manhã desde 1906. No entanto, a partir de 1938, além de ser contratado como médico da empresa jornalística da família de Paulo Bittencourt, passou a escrever uma coluna fixa, intitulada inicialmente “Boletim Científico” e posteriormente “Crônica científica”, no prestigiado Suplemento que circulava aos domingos.
Lemos, além de jornalista do Correio da Manhã, ao longo de sua vida, foi também conferencista, cronista, declamador, poeta, dramaturgo, músico, inspetor escolar e professor.
Faleceu devido um acidente vascular cerebral. Seu necrólogo mereceu ênfase no jornal Correio da Manhã, por meio de fotografia e texto, em espaço de destaque na diagramação. Foi sepultado no Cemitério do Caju, na cidade do Rio de Janeiro.